# 지부티의 국기

비율 2:3

지부티의 국기는 1977년 6월 27일 독립과 함께 제정되었다.
하늘색과 초록색 두 가지 색의 가로 줄무늬에 깃대 쪽으로 하얀색 이등변삼각형이 그려져 있으며 이등변삼각형 안에는 빨간색 별이 그려져 있다. 초록색은 지구를, 하늘색은 하늘과 바다를, 하얀색은 평화를, 빨간색 별은 통일을 의미한다.

## 색상
| 색상 | 하양                  | 하늘                  | 초록                | 빨강                |
| ---- | --------------------- | --------------------- | ------------------- | ------------------- |
| RGB  | 255–255–255 (#FFFFFF) | 106–178–231 (#6AB2E7) | 18–173–43 (#12AD2B) | 215–20–26 (#D7141A) |

## 같이 보기
- 지부티의 국가